# AlloCiné
AlloCiné是一家法国电影线上数据库，2005年开始也收录电视剧。

## 历史
AlloCiné于1993年建立，先后于2000年、2002年被Canal+及维旺迪收购。 2007年6月至2013年，其母公司为老虎全球管理。
2013年7月由法国公司FIMALAC买下。
曾在2011年9月5日推出电视频道AlloCiné TV，但次年4月12日就停止服务。